# 海地国徽
海地國徽啟用於1807年，並於1986年再度啟用。海地憲法第三條對國旗和國徽有所規定。
在綠色的草地上豎起棕櫚樹並擺上呈褶狀垂下的國旗、步槍、大炮、炮彈、小鼓、軍號、三角旗、戰斧和錨。一些版本中鼓和飾帶間有斷開的鎖鏈，象徵奴隸獲得自由。樹上掛著自由之帽。
飾帶書上海地的格言L'Union Fait La Force（法語：團結就是力量）。

## 歷史國徽
- 法屬聖多明戈
- 海地第一帝國（1804-1806）
- 海地國（1804-1806）
- 海地王國（1811-1820）
- 海地第二帝國（1849-1859）
- 海地共和國（1807-1964；1986至今）
- 海地共和國杜瓦利埃王朝（1964-1986）